# The Secret Origin of Felicity Smoak
The Secret Origin of Felicity Smoak es el quinto episodio de la tercera temporada y quincuagésimo primer episodio a lo largo de la serie estadounidense de drama y ciencia ficción Arrow. El episodio fue escrito por Ben Sokolowski y Brian Ford Sullivan y dirigido por Michael Schultz. Fue estrenado el 5 de noviembre de 2014 en Estados Unidos por la cadena The CW.
Cuando Ciudad Starling es el blanco de un ataque cibernético, Oliver y Felicity deben esforzarse al límite para contener la destrucción. La vida se complica aún más para Felicity cuando Donna, su madre, llega de manera inesperada a la ciudad. Mientras tanto, Ted Grant comienza a cuestionar los motivos de Laurel para querer entrenar y Thea compra un departamento con el dinero de Malcolm, lo que enfurece a Oliver.

## Elenco
- Stephen Amell como Oliver Queen/la Flecha.
- Katie Cassidy como Laurel Lance.
- David Ramsey como John Diggle.
- Willa Holland como Thea Queen.
- Emily Bett Rickards como Felicity Smoak.
- Colton Haynes como Roy Harper/Arsenal.
- John Barrowman como Malcolm Merlyn/Arquero Oscuro.
- Paul Blackthorne como el capitán Quentin Lance.

## Continuidad
- Este es un episodio centrado en Felicity Smoak.

- Anteriormente, el episodio fue titulado Oracle.

- Ted Grant fue visto anteriormente en Corto Maltese.
- El episodio marca la primera aparición de Donna Smoak y Cooper Seldon.

## Desarrollo

### Producción
La producción de este episodio comenzó el 14 de agosto y terminó el 22 de agosto de 2014.

### Filmación
El episodio fue filmado del 25 de agosto al 4 de septiembre de 2014.

### Casting
El 1 de agosto de 2014, se dio a conocer que Charlotte Ross fue contratada para interpretar a la madre de Felicity. Mientras tanto, el 28 de agosto se informó que Nolan Gerard Funk fue contratado para dar vida a Cooper Seldon, el novio de Felicity durante su estadía en el MIT.

## Recepción

### Recepción de la crítica
Jesse Schedeen de IGN calificó al episodio como bueno y le otorgó una puntuación de 6.8, comentando: "The Secret Origin of Felicity Smoak fue un episodio agradable de Arrow, pero no del todo la vuelta a la forma que la serie necesita después de la decepción de la semana pasada. Mientras que fue genial ver a Felicity tomar el centro de atención e interactuar con su madre y su antiguo novio, la trama era previsible y la confrontación final con Cooper fue decepcionante. Pero con la escena final que promete grandes cambios para Roy la próxima semana, espero que esta temporada pueda empezar a construir un sentido más fuerte de impulso".